# Јувеналије Аљаски
Јеромонах Јувеналије Аљаски (рођ. Јаков Говорухин; око 1761, Јекатеринбург - 1796, Аљаска) - јеромонах Руске православне цркве, мисионар.
Канонизован од Руске православне цркве 1980. године као мученик.

## Биографија
Јаков Говорухин је рођен у породици рударског мајстора у фабрикама у Нерчинску. Године 1774. добио је положај са чином у фабрикама Коливано-Воскресенски. 1791. дао је оставку и ступио у Валамски манастир.
Примивши монаштво и хиротонију, постао је један од осморице јеромонаха који су 1793. године, по благослову архимандрита Јоасафа (од 1799. – епископа кодјачког), кренули да проповедају хришћанство северноамеричким народима који су примили руско држављанство.
Дошавши у Кодијак 1794. године, Јувеналије је заједно са јеромонахом Макаријем за два месеца обишао цело острво и крстио све његове становнике. Јувеналије је 1795. године отишао у Нучен, где је превео у хришћанску веру више од 700 Чугача, а 1796. године - на Аљаску, на језеро Иљамна или Шелехов, и тамо наставио службу. Часни људи који су тамо живели, по уверењу Јувенала, дали су му своју децу да студирају у Кодиаку. Јеромонаси Јувеналије и Макарије су крстили више од 5.000 Американаца.
Јувенал је убијен у близини језера Илиамна на Аљасци. П. А. Тикхменев је о Јувеналију написао да га је „његова ревност уништила“.